# Gisbert Poensgen
Gisbert Poensgen (* 8. Juli 1923 in Krefeld; † 30. Mai 2011 in Berlin) war ein deutscher Botschafter der Bundesrepublik Deutschland, Rechtswissenschaftler sowie seit 1968 Rechtsritter des Johanniterordens.

## Leben und Wirken
Geboren im Rheinland, studierte Gisbert Poensgen nach dem Abitur am ehemaligen Hindenburg-Gymnasium in Düsseldorf von 1941 bis 1943 Volkswirtschaft an der Universität Freiburg. Nach dem Krieg absolvierte er eine kaufmännische Lehre. Im Jahr 1947 begann er an der Universität Tübingen das Studium der Rechtswissenschaften, das er 1949 mit dem Ersten Staatsexamen abschloss. Es folgten Studien in Paris und Denver/USA.
Im Jahr 1951 trat er in den Auswärtigen Dienst ein und war in den Folgejahren auf Auslandsposten in Ankara, Conakry/Guinea und Rabat/Marokko. Von 1961 bis 1966 war er bei den Europäischen Gemeinschaften in Brüssel tätig, dann von 1966 bis 1974 wieder im Auswärtigen Amt, zuletzt als Ministerialdirigent mit Schwerpunkt Europa. Danach war er von 1974 bis 1977 als Ministerialdirektor stellvertretender Chef des Bundespräsidialamtes in Bonn. Nach seinem Einsatz als Botschafter in Athen (von 1977 bis 1979) wurde er von 1979 bis 1985 zum Ständigen Vertreter der Bundesrepublik Deutschland bei der Europäischen Gemeinschaft in Brüssel berufen. Abschließend war er von 1985 bis 1988 Botschafter in Lissabon (Portugal).
In den Jahren 1989 bis 1995 hatte er einen Lehrauftrag für Europarecht an der Universität in Mainz und war zwischenzeitlich von 1991 bis 1993 als Berater der Regierung und des Staatspräsidenten in Riga tätig.
Gisbert Poensgen war Träger des Großen Bundesverdienstkreuzes (1983) und zahlreicher Orden verschiedener Länder.
Er war Angehöriger des Corps Suevia Freiburg und des Corps Rhenania Tübingen.

## Familie
Gisbert Poensgen stammte aus der bekannten Düsseldorfer Industriellenfamilie Poensgen, die ihren Ursprung im Raum Schleiden/Eifel hat. Seine Eltern waren Helmuth Poensgen, Mitglied des Vorstandes der „Vereinigten Stahlwerke AG“, und Ursula von Ditfurth (1898–1945), Tochter des Kgl. Preußischen Generalleutnants Bodo Borries von Ditfurth. Gisbert Poensgen war verheiratet mit Veronika Feine (* 1927), Tochter des Professors der Rechte Hans Erich Feine, Bruder des Diplomaten Gerhart Feine. Seine vier Kinder sind Ursula (* 1952), Hanfried (* 1954), Joachim (1956–1994) und Gisbert jun. (* 1961).